# Bengálský hladomor 1770
Hladomor v Bengálsku v roce 1770 patřil k největším katastrofám ve světových dějinách, počet obětí se odhaduje na deset milionů. Zavinilo ho extrémní sucho na dolním toku Gangy v roce 1769, které vedlo k neúrodě rýže v dnešním Západním Bengálsku, Biháru a Bangladéši. Během následujících tří let zahynula na podvýživu asi třetina obyvatel Bengálska, některé oblasti se zcela vylidnily a na dlouhá léta zpustly. Značný díl viny nesla Britská Východoindická společnost, která uvalila na zemědělce vysoké daně, zakazovala vytváření zásob a podporovala pěstování exportních plodin jako opium a indigo místo potravin.
Bengálský název této tragédie zní Chhiattōrer monnōntór (৭৬-এর মন্বন্তর), tzn. „Hladomor v šestasedmdesátém“, protože rok 1770 gregoriánského kalendáře byl podle tradičního bengálského kalendáře rokem 1176.